# Taraneh Alidoosti
Taraneh Alidoosti (* 12. ledna 1984 Teherán, Írán) je íránská herečka. Je známá především díky své roli ve filmu Klient, který v roce 2016 získal Oscara za nejlepší cizojazyčný film.
V listopadu 2022 zveřejnila na Instagramu svou fotografii bez hidžábu a s nápisem „Ženy, život, svoboda“, čímž vyjádřila svou podporu protivládním protestům, které vypukly po smrti Mahsá Amíníové v září 2022. O měsíc později byla zatčena.

## Kariéra
Hereckou kariéru zahájila v 17 letech hlavní rolí ve filmu Jsem Taraneh, 15. Kritici ocenili její výkon v roli 15leté dívky, která je po neúspěšném vztahu odhodlaná vychovávat sama své dítě sama a zároveň se potýká s chudobou a odmítáním. V roce 2002 získala na Mezinárodním filmovém festivalu v Locarnu Bronzového leoparda pro nejlepší herečku.
Taraneh Alidoosti dlouhodobě spolupracuje s oscarovým režisérem Asgharem Farhadim a je známá svými náročnými kritérii při přijímání rolí. V Íránu získala za své herecké výkony mnoho ocenění.
Alidoosti mluví německy a anglicky, přeložila také knihy kanadské spisovatelky Alice Munro a americké spisovatelky Nicole Krauss z angličtiny do perštiny.

## Politický aktivismus
V červnu 2020 dostala podmíněný pětiměsíční trest vězení poté, co v roce 2018 na Twitteru kritizovala policii za napadení ženy, která si sundala šátek.
Dne 9. listopadu 2022 zveřejnila na Instagramu svou fotografii bez hidžábu a s nápisem „Ženy, život, svoboda“ a vyjádřila tak podporu protivládním protestům, které vypukly po smrti Mahsá Amíníové v září 2022.
V prosinci 2022 kritizovala popravu Mohsena Šekarího, několik dní poté byla zatčena. Tento 23letý muž byl úřady obviněn z výtržnictví poté, co zablokoval silnici v Teheránu a údajně mačetou zranil příslušníka polovojenské jednotky. Verze jeho rodiny se však liší. Revoluční soud ho shledal vinným z „nepřátelství proti Bohu“ a nařídil jeho oběšení. Šekarí se tak stal prvním člověkem, který byl popraven v přímé souvislosti s touto vlnou protestů.

## Osobní život
Otec Taraneh, Hamid Alidoosti, hrál fotbal za íránský národní tým a byl prvním Íráncem, který hrál za zahraniční tým (FSV Salmrohr, Bundesliga). Poté se stal profesionálním fotbalovým trenérem. Její matka je sochařka a učitelka umění. Její bratr zemřel mladý při nehodě na středečním ohňostroji (íránská novoroční slavnost).
Taraneh se vdala a v roce 2013 se jí narodila dcera.